# Modřín sibiřský
Modřín sibiřský (Larix sibirica), též uváděný jako modřín ruský, je jehličnatý strom z čeledi borovicovitých. Roste v Rusku, Mongolsku a Číně.

## Alternativní názvy
- modřín ruský
- Larix russica

## Popis
Je to středně veliký opadavý jehličnatý strom dorůstající výšky 20–50 m s kmenem až 1 m širokým. Koruna mladých stromů je kuželovitá a s věkem se rozrůstá do šířky. Jehlice jsou světle zelené, 2–5 cm dlouhé a před opadnutím na podzim zežloutnou.
Samčí i samičí šišky rostou odděleně na stejném stromu. Opylení nastává brzy na jaře. Samčí šišky jsou žluté, kulovité až podlouhlé, 4–8mm v průměru a produkují pyl. Zralé samičí šišky jsou vzpřímené, elipsovitě kuželovité, 2–5 cm dlouhé. Po dozrání se otevřou a vypustí okřídlené semeno, 4–6 měsíců po opylení. Staré šišky zůstávají na stromě mnoho let. Strom začíná tvořit semena v 10–15 letech.

## Rozšíření
Modřín sibiřský je rozšířen v Rusku v oblasti od Bílého moře po jezero Bajkal, v Číně a Mongolsku.
Od roku 1806 uměle vysazován také v Kanadě a severním USA na omezeném území.

## Využití
Z kůry se získává tanin. Díky svému obsahu pryskyřice je velmi odolný proti trouchnivění, plísním a hmyzu a proto se využívá na sloupy, trámy, venkovní terasy, železniční pražce a důlní podpory.
Je také používán na mnoha světových velodromech jako povrch, například v Manchesteru a v Moskvě.